# 上林山栄吉
上林山 榮吉（かんばやしやま えいきち、1904年10月18日 – 1971年8月10日）は、日本の政治家。衆議院議員、防衛庁長官を務めた。

## 経歴
現在の鹿児島県指宿市生まれ。鹿児島実業学校出身。関西大学専門部法律学科中退後、1928年日本大学法律科を卒業、鹿児島毎夕新聞社記者、鹿児島県庁勤務を経て、1936年鹿児島市会議員補欠選挙に当選。1939年からは鹿児島県会議員を務める。1946年第22回衆議院議員総選挙で日本自由党から旧鹿児島1区にて立候補し初当選する（当選同期に小坂善太郎・二階堂進・江﨑真澄・小沢佐重喜・石井光次郎・坂田道太・水田三喜男・村上勇・川崎秀二・井出一太郎・早川崇・中野四郎など）。以後9回当選。「闘志の上林山」「野次の上林山」と呼ばれ、もっぱらその戦闘的な政治スタイルで注目を集める存在であった。
1948年10月23日に衆院予算委員長となるが、12月22日に予算委員会で委員長不信任決議が可決される（拘束力はないが、翌日衆議院は解散となり、次の国会では植原悦二郎が予算委員長に就任した）。自民党内では鳩山一郎・河野一郎に近かったこともあり、1955年第3次鳩山内閣にて郵政政務次官となる。1962年衆院石炭対策特別委員長に就任。
その後佐藤派に転じ、1966年第1次佐藤内閣第2次改造内閣にて第22代防衛庁長官として初入閣を果たす。同年9月に航空自衛隊機を使って鹿児島入りし、統幕議長の天野良英と、吉江誠一、板谷隆一、牟田弘國ら陸海空の三幕僚長を従えながら陸上自衛隊音楽隊を連ねてパレードという公私混同お国入り問題（黒い霧事件）を起こして批判を浴びたが、翌1967年の第31回衆議院議員総選挙ではトップ当選を果たした。
1971年8月10日、心不全のため死去。享年66。10月16日、衆議院本会議で川崎寛治により追悼演説。